# جائزة سيغموند فرويد الدولية للعلاج النفسي
جائزة سيغموند فرويد الدولية للعلاج النفسي هي امتياز دولي في العلاج النفسي، سميت باسم عالم النفس سيغموند فرويد، وتُمنح الجائزة من قبل الجمعية العالمية للعلاج النفسي في مدينة فيينا، وتبلغ قيمتها 7000 يورو.وقد أثارت هذه الجائزة جدلاً عندما تم إطلاقها خلال المؤتمر العالمي الثاني للعلاج النفسي في فيينا عام 1999؛ لأن العديد من مناهج العلاج النفسي ترفض أي صلة بمؤسس نهج التحليل النفسي فرويد، ولكن أيضًا بسبب مقاطعتها من طرف بعض مجتمعات التحليل النفسي، بما في ذلك جمعية سيغموند فرويد. وتُمنح هذه الجائزة للباحثين تقديراً لأعمالهم ومنشوراتهم بالإضافة إلى مزاياهم الاستثنائية في تطوير العلاج النفسي في جميع أنحاء العالم.

## المستلمون
- 1999 : بول بارين
- 1999 : دانيال ستيرن
- 1999 : نتومتشوكو مادو
- 2002 : جليل بناني
- 2002 : Horst Kächele
- 2002 : Helmut Thomä
- 2002 : فرانسين شابيرو
- 2002 : هيكتور فرنانديز ألفاريز
- 2003 : Vamık Volkan
- 2005 : Roberto Opazo Castro
- 2006 : Peter Fonagy
- 2008 : Deutsch-Chinesische Akademie for Psychotherapie e. V. ، دويتشلاند
- 2009 : إيرفين يالوم، الولايات المتحدة الأمريكية
- 2011 : هيلين ميلروي ، عمتي لورين بيترز، كاميلاروي إلدر، روبر بيترز، جينجر توبي، جميع الأستراليين
- 2012 : Otto F. Kernberg ، USA
- 2015 : ديفيد أورلينسكي [2]